# Corasoides australis
Corasoides australis là một loài nhện trong họ Stiphidiidae. Chúng thuộc chi đơn loài Corasoides, được Arthur Gardiner Butler miêu tả năm 1929.